# Попович Володимир Михайлович
Попович Володимир Михайлович (нар.. 27 червня 1951, с. Собатино Іршавського р-ну, Закарпатської обл.) — український правознавець, доктор юридичних наук з 2002 р., професор з 2003 р., заслужений юрист України з 2004 р., автор економіко-кримінологічної теорії детінізації економіки.
1995 року захистив кандидатську дисертацію «Правові основи банківської справи та її захист від злочинних посягань».
2002 року захистив докторську дисертацію «Економіко-кримінологічна теорія детінізації економіки» (науковий консультант - академік Закалюк Анатолій Петрович).

## Кар'єра
Закінчив у 1981 юридичний факультет Одеського університету. У 1969–1972 роках служив у ВМФ СРСР в ранзі водолаза-дослідника. 

### Працював
- в оперативних підрозділах органів внутрішніх справ Кримської та Закарпатської областей (1972-84);
- в центральному апараті МВС УРСР (1984-93);
- на науковій роботі в НДІ Національної академії внутрішніх справ: 1993-1995 - начальник науково-дослідного відділу дослідження криміногенних процесів у банківській та зовнішньоекономічній діяльності; 1996-1998 - начальник науково-дослідної лабораторії з вивчення криміногенних процесів у сфері економіки;
- з 1998 – засновник Науково-дослідного центру Державної податкової служби України – головної науково-дослідної установи податкової служби України, де обіймав посади заступника начальника, а з 2001 – начальник НДЦ Академії ДПС України;
- з 2007 по 2012 – завідувач кафедри кримінології та кримінально-правових дисциплін Закарпатського державного університету;
- з 2013 – професор кафедри теорії та історії держави і права ДВНЗ КНЕУ ім. В. Гетьмана;
- з 2016 – головний науковий співробітник науково-дослідної лабораторії кримінологічних досліджень та запобігання злочинності ДНДІ МВС України.

## Наукові досягнення, публікації
Досліджує криміногенні процеси у сфері економіки, банківській та зовнішньоекономічній діяльності, проблеми прийняття державно-правових рішень, що порушують принципи теорії держави і права в процесі державотворення, правотворення та правозастосування, їх вплив на руйнацію системи кримінальної юстиції України, відтворення корупції та надпотужного криміногенного потенціалу у сфері суспільних відносин.
Запропонував методологічні основи формування економічної кримінології.

### Автор
- кримінологічної теорії детінізації економіки;
- методики економіко-кримінологічної експертизи законопроектів, управлінських рішень та господарських договорів на предмет криміногенних ризиків;
- методики економіко-кримінологічного моніторингу причин та умов тінізації та детінізації економіки.

Співзасновник Кримінологічної асоціації України, засновник наукової школи дослідження проблем детінізації економічних відносин, як основного превентивного підходу до протидії злочинності. За цією проблематикою під науковим керівництвом В.М. Поповича захистилось дев’ять учнів. Робота в цьому напрямі продовжується. 
Автор понад 200 наукових та навчальних праць.

### Основні праці
Попович В.М. Правові основи банківської справи та її захист від злочинних посягань. – монографія. – К.: Правові джерела, 1995. – 325 с.;  
Управление кредитными рисками заёмщика, кредитора, страховщика / Навчально-практичний посібник з курсу “Економічна безпека підприємництва”. –К.: Правові джерела, 1996. – 261 с.  
Попович В. М. Правові основи підприємницької діяльності / Підручник з навчального курсу “Комерційне право”. – К.: Правові джерела, 1997. – 788 с.;  
Міжнародні економічні відносини – кримінологічний аспект / Навчально-практичний посібник. – К.: Правові джерела, 1997. – 168 с.;  
Попович В.М. Тіньова економіка як предмет економічної кримінології / Монографія. – К.: Правові джерела, 1998. – 447 с.;  
Про державну програму детінізації економіки України: Ірпінь: РВВ Академії державної податкової служби України. – 2000. – 49 с.  
Попович В.М.Теорія детінізації економіки / Монографія. – Ірпінь, НВЦ АДПСУ, 2001. – 524 с.;  
Попович В.М. Організаційно-правове забезпечення боротьби з відмиванням доходів незаконного походження: Монографія. – Київ, 2001. – 165 с.; 
Попович В.М. Актуальні проблеми кримінального права. – навчальний посібник : Юрінком Інтер, К. – 2009. – 256 с;  
Проблеми розслідування економічних злочинів. – навчальний посібник (384 с.);  
Попович В.М. Проблеми теорії держави і права: концепція, праксеологія та методологія розвитку. – монографія// Попович В.М.: Юрінком Інтер, К – 2015. – 384 с. 
За наукові досягнення та значний внесок у підготовку висококваліфікованих кадрів є лауреатом відзнаки Кабінету Міністрів України (2001р.), лауреатом відзнаки Київського міського Голови (2002 р.), лауреатом премії фонду ім. Академіка права В.В. Сташиса (2003р.), нагороджений медалями МВС СРСР 3-го (1979), 2-го (1984) та 1-го (1989) ступенів «За бездоганну службу», Медаллю Президії Верховної Ради СРСР «Ветеран праці» (1992), Почесною відзнакою Союзу «Чорнобильців України» – «За мужність» (1996), Почесним званням «Заслужений юрист України» (2004), відзнакою МВС України «За заслуги в боротьбі з економічною злочинністю» 1-го ступеню (2007). 